# Ponta Miller

A Ponta Miller é um cabo rochoso e negro que se ergue a 250 m e formando o lado norte da entrada da Angra Casey, na costa leste da Terra de Palmer. Foi descoberto por Sir Hubert Wilkins no decorrer de um voo em  20 de dezembro de 1928, que o designou com o nome de George E. Miller de Detroit, Michigan. Foi mais completamente definido como um resultado de voos feitos por Lincoln Ellsworth em 1935, e pelos voos e a jornada de trenó junto a esta costa da Base Leste feita por membros do United States Antarctic Service (Serviço Antártico dos Estados Unidos) (USAS) em 1940.
 Este artigo incorpora material em domínio público  de United States Geological Survey   , documento "Ponta Miller" (conteúdo do Geographic Names Information System).